# Jeglin
Jeglin (deutsch Jeglinnen, 1938 bis 1945 Wagenau) ist ein Dorf in der polnischen Woiwodschaft Ermland-Masuren, das zur Gmina Pisz (Stadt- und Landgemeinde Johannisburg) im Powiat Piski (Kreis Johannisburg) gehört.

## Geographische Lage
Jeglin liegt am Westufer des Jeglinner Kanals (1938 bis 1945 Wagenauer Kanal, polnisch Jezioro Jegliński) in der östlichen Woiwodschaft Ermland-Masuren, fünf Kilometer nördlich der Kreisstadt Pisz (deutsch Johannisburg).

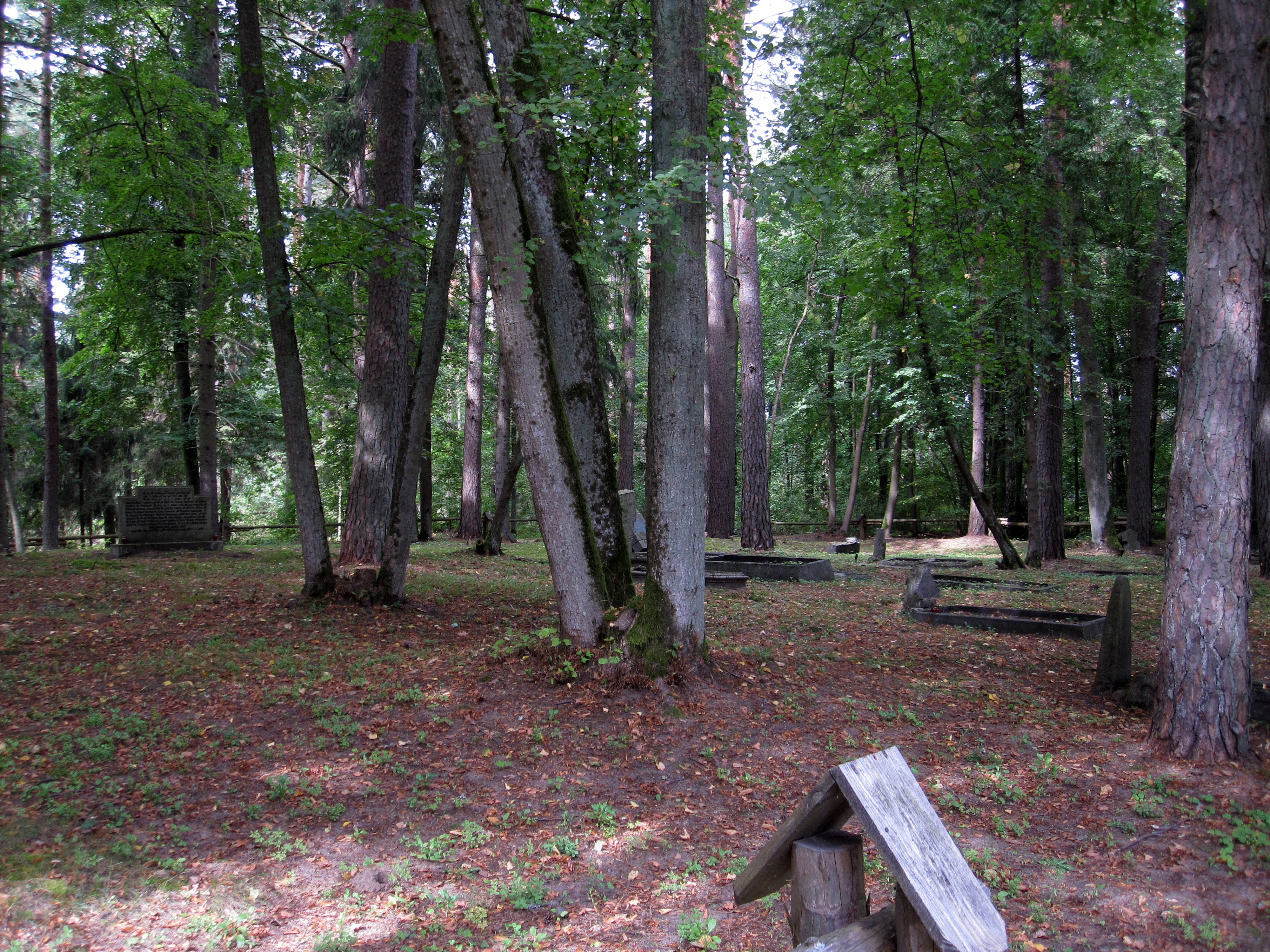
Verlassene Grabstellen auf dem einstigen evangelischen Friedhof in Jeglin

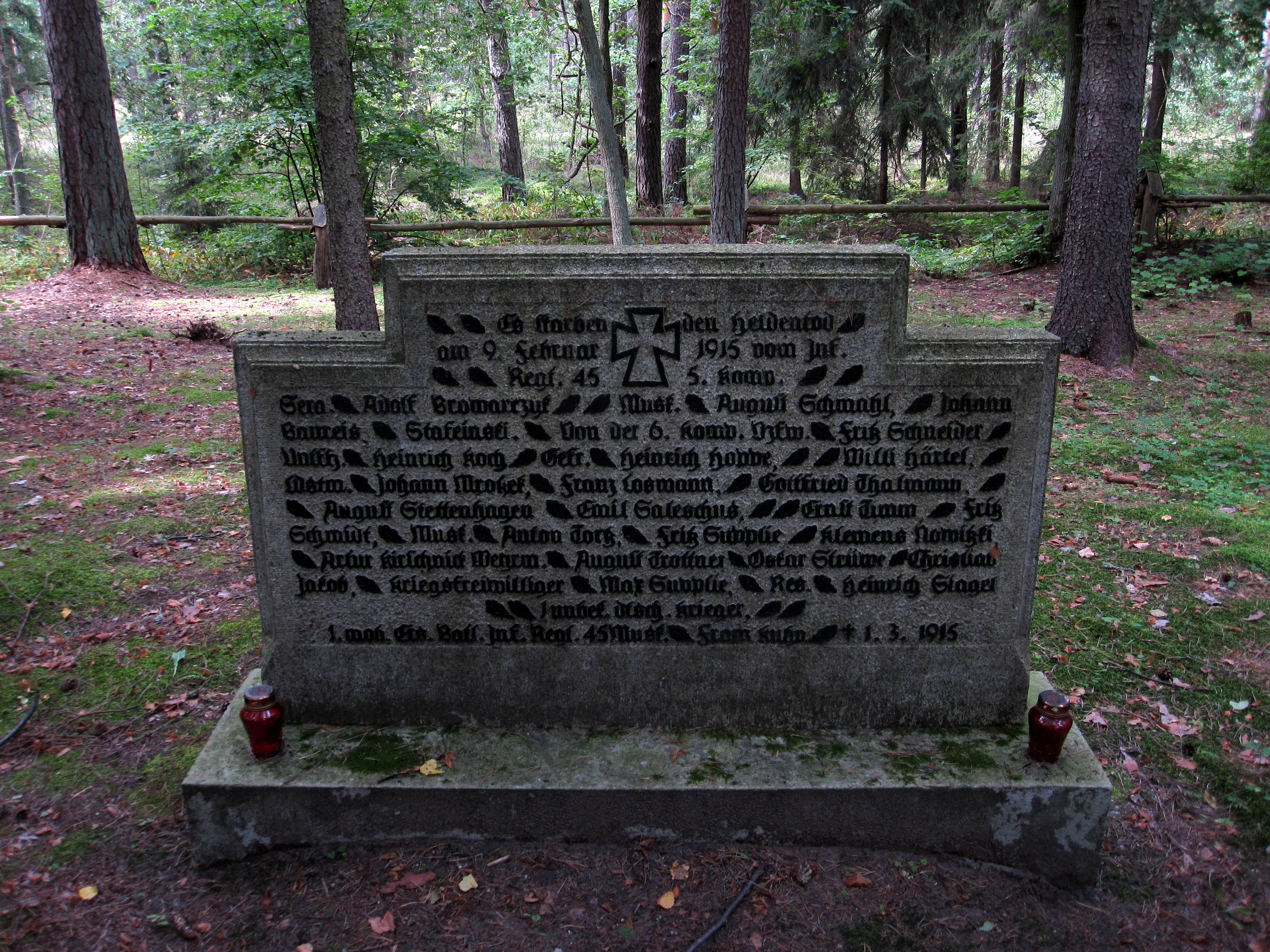
Denkmal für Gefallene des Ersten Weltkrieges

## Geschichte
Das kleine ehedem auch Jeglinen genannte Dorf wurde 1539 als Freidorf mit drei Hufen nach Magdeburgischem Recht gegründet. Zwischen 1874 und 1945 war die Landgemeinde Jeglinnen in den Amtsbezirk Snopken (polnisch Snopki) eingegliedert, der – 1938 in „Amtsbezirk Wartendorf“ umbenannt – zum Kreis Johannisburg im Regierungsbezirk Gumbinnen (ab 1905: Regierungsbezirk Allenstein) der preußischen Provinz Ostpreußen gehörte.
Im Jahr 1910 betrug die Zahl der Einwohner Jeglinnens 136, im Jahre 1933 belief sie sich auf 140.
Aufgrund der Bestimmungen des Versailler Vertrags stimmte die Bevölkerung im Abstimmungsgebiet Allenstein, zu dem Jeglinnen gehörte, am 11. Juli 1920 über die weitere staatliche Zugehörigkeit zu Ostpreußen (und damit zu Deutschland) oder den Anschluss an Polen ab. In Jeglinnen stimmten 80 Einwohner für den Verbleib bei Ostpreußen, auf Polen entfielen keine Stimmen.
Am 3. Juni (amtlich bestätigt am 16. Juli) 1938 wurde Jeglinnen aus politisch-ideologischen Gründen der Abwehr fremdländisch erscheinender Ortsnamen in „Wagenau“ umbenannt. Die Einwohnerzahl bezifferte sich im Jahre 1939 auf 145.
Als 1945 in Kriegsfolge das gesamte südliche Ostpreußen an Polen überstellt wurde, war auch Jeglinnen resp. Wagenau davon betroffen. Es erhielt die polnische Namensform „Jeglin“ und ist heute Sitz eines Schulzenamtes (polnisch Sołectwo). Als solches ist es nun auch eine Ortschaft der Stadt- und Landgemeinde Pisz (Johannisburg) im Powiat Piski (Kreis Johannisburg), bis 1998 der Woiwodschaft Suwałki, seitdem der Woiwodschaft Ermland-Masuren zugeordnet. Jeglin zählte im Jahre 2011 insgesamt 98 Einwohner.

## Kirche
Vor 1945 war Jeglinnen in die evangelische Kirche Johannisburg in der Kirchenprovinz Ostpreußen der Kirche der Altpreußischen Union sowie in die römisch-katholische Kirche in Johannisburg im damaligen Bistum Ermland eingepfarrt.
Heute gehört das Dorf kirchlicherseits wieder zur Kreisstadt Pisz, deren Pfarreien jetzt dem Bistum Ełk der Römisch-katholischen Kirche in Polen bzw. der Diözese Masuren der Evangelisch-Augsburgischen Kirche in Polen zugehören.

## Schule
Jeglinnen wurde im Jahre 1745 ein Schulort.

## Jeglinner Kanal

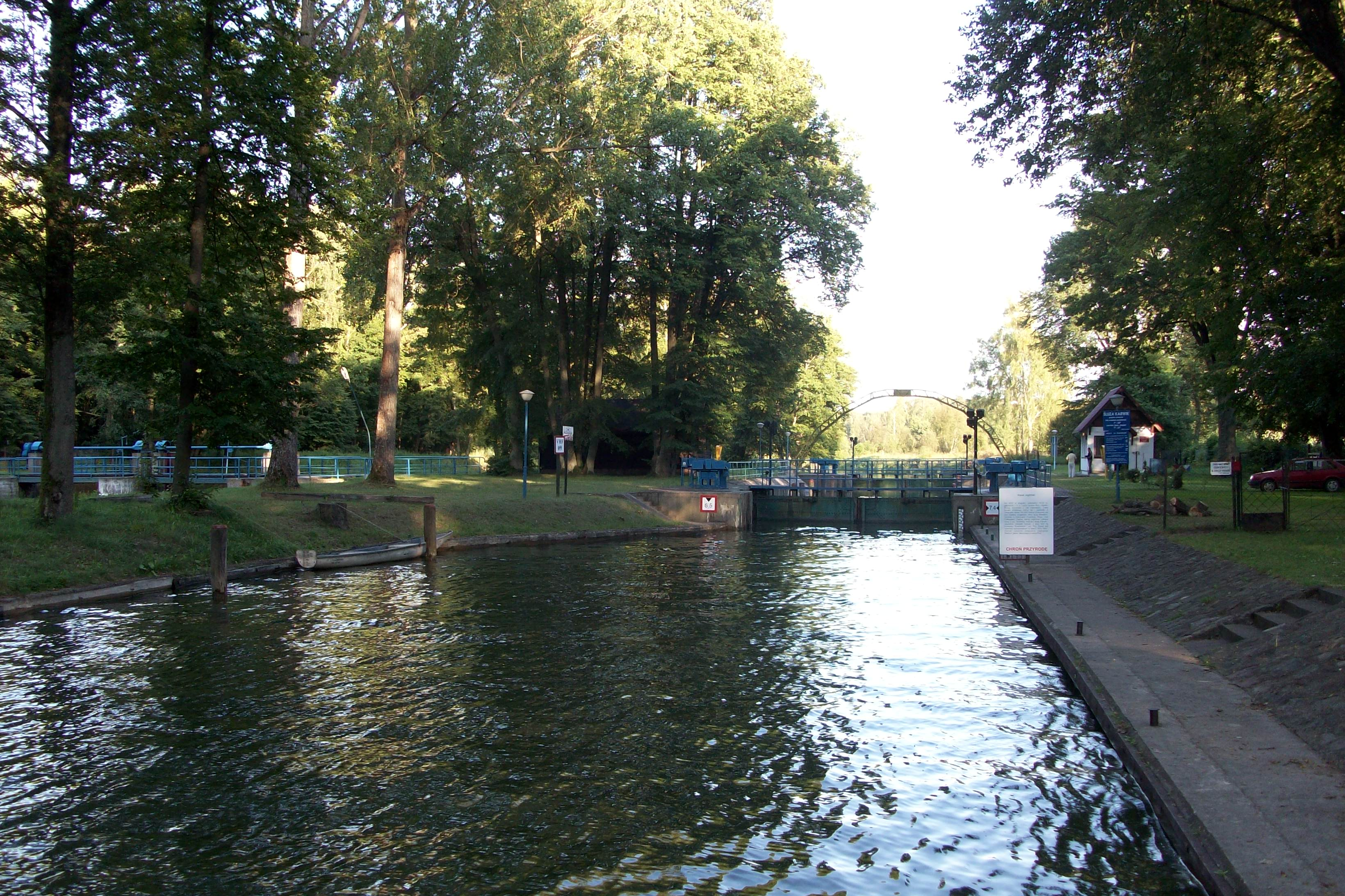
Die Schleuse Karwik (Słuza Karwik) am Kanał Jegliński

Jeglinnen ist namensgebend für einen Kanal, der zwischen 1845 und 1849 gebaut wurde. Die Anlage dieser heute Kanał Jegliński und vor 1945 Jeglinner bzw. Wagenauer Kanal genannten 5,25 Kilometer langen Wasserstraße kam auf Initiative des Königs Friedrich Wilhelm IV. von Preußen zustande. Sie verbindet den Roschsee (auch: Warschauer See, polnisch Jezioro Roś) mit dem Sexter See (polnisch Jezioro Seksty), einer Ausbuchtung des Spirdingsees (polnisch Jezioro Śniardwy). Auf seinem Weg passiert der Kanal bei Karwik eine Schleuse.

## Verkehr
Jeglin liegt an der verkehrstechnisch bedeutenden polnischen Landesstraße 63, die die polnisch-russische und polnisch-belarussische Staatsgrenze auf mehr als 400 Kilometer verbindet und dabei vier Woiwodschaften durchläuft. Eine Bahnanbindung besteht nicht. Nicht unbedeutend ist der nicht nur für touristische Zwecke genutzte Schifffahrtsweg des Kanals.